# 瓦曼平塔山 (皮拉區)
9°28′34″S 77°40′57″W / 9.47611°S 77.68250°W
瓦曼平塔山（Wamanpinta），是秘魯的山峰，位於該國北部安卡什大區，由瓦拉斯省的皮拉區負責管轄，屬於布蘭卡山脈的一部分，海拔高度4,400米。